# Сьюдад-Болівар
Сьюдад-Болівар, або Болівар (ісп. Ciudad Bolívar, ; «місто Болівар», раніше відоме як Ангостура) — місто у Венесуелі та столиця однойменного штату, порт на річці Оріноко.
Місто розташовано там, де Оріноко звужується десь до 1,5 км у ширину, і тут розташований перший міст на річці.
Історичне місто Ангостура дало свою назву Ангостурському конгресу, Ангостурському дереву та бітеру Ангостура. В сучасному Сьюдад-Боліварі добре зберігся історичний центр — соборі та інші оригінальні колоніальні будівля довкола Плаза Болівар.

## Історія
Місто засновано 1764 року як San Tomas de la Nueva Guayana  або Santo Tomé de Guayana de Angostura del Orinoco,[джерело?] на честь діоцезії Св. Фоми Гуаянського та її розташування на першому звуженні річки Оріноко.
Сьюдад-Болівар було місцем Ангостурського конгресу з 1819 до 1821 року, відповідального за створення Великої Колумбії в перший рік проведення.
Бітер «Ангостура» винайшли в місті в 1824 році, але компанія-виробник пізніше переїхала до Тринідаду й Тобаго.
1846 року місто перейменували на честь Сімона Болівара.

## Флора та фауна
На берегах річки ростуть пальми Mauritia flexuosa та кущові дуби. Переважають такі рослини як ріжкове дерево, Diphysa punctata та Pyrifolia grisebch.
Місцева фауна включає капібари, черепахи, чаплі, папуги, черевоногі, ігуани тощо; з риб — дорадо та Palometa.

## Культура

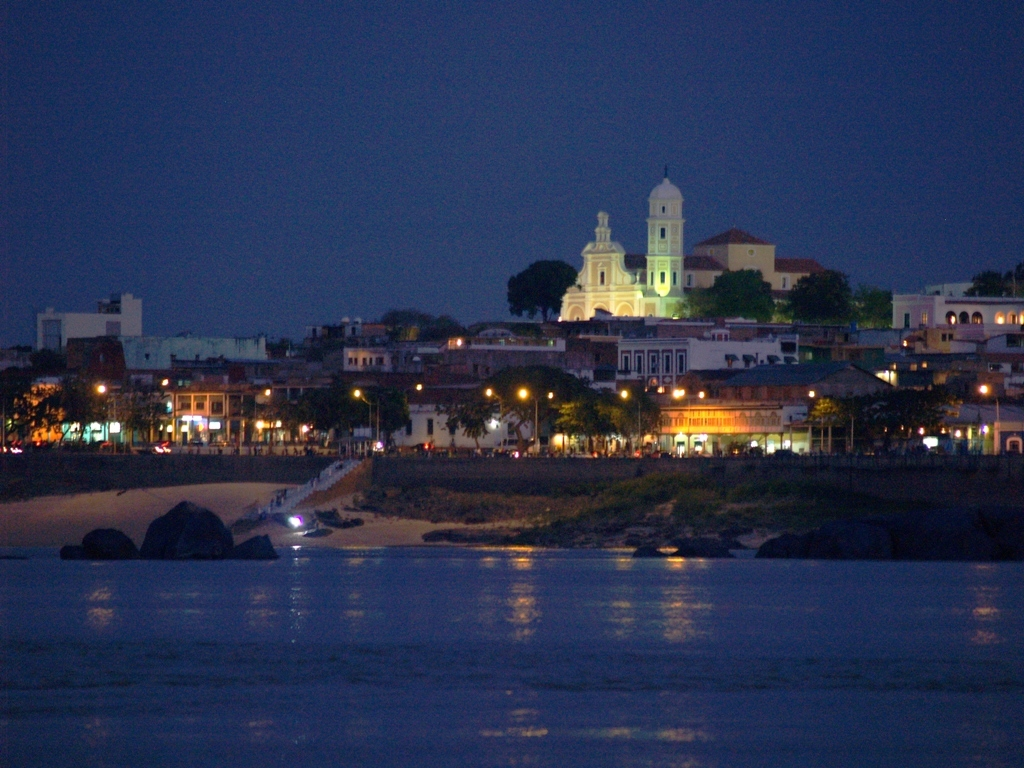
Собор міста та Пасео Оріноко вночі

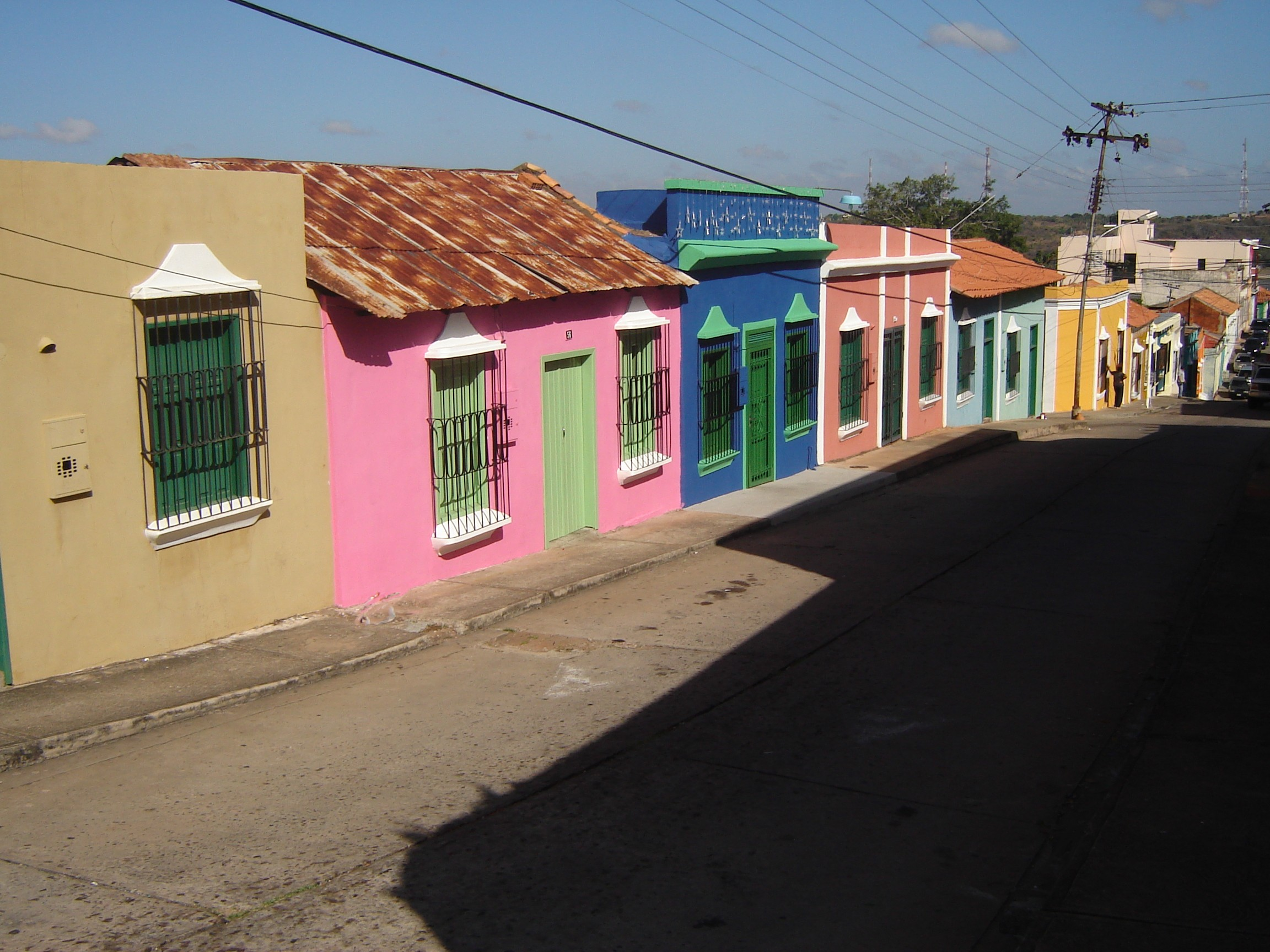
Вулиця в історичному районі міста

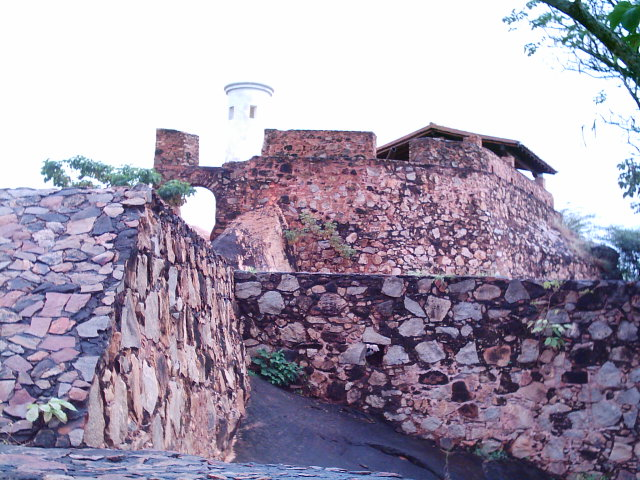
Руїни замку Замуро

Історичний центр Сьюдад-Болівар має житлові та громадські будинки, які збереглися з колоніального періоду.
Венесуельський митець, художник та скульптор Єсус Рафаель Сото (ісп. Jesús Rafael Soto) походив з цього міста. На його честь, венесуельський архітектор Карлос Рауль Вільянуева спроектував Музей сучасного мистецтва імені Єсуса Сото, який відкрився 1973 року. В музеї розміщені колекцій сучасних венесуельських та іноземних митців.
Сьюдад-Болівар є також місцем народження венесуельських музикантів Чео Хуртадо та Антоніо Лауро, а також рідним містом фольк-групи «Serenata Guayanesa».
Традиційна місцева кухня включає десерти та пресерви з горіхів кеш'ю, які їдять свіжими або підсмажують з сіллю. Добре відомі регіональний хліб з касави та декілька страв з м'яса черепахи, напр. Carapacho de Morrocoy Guayanés (черепаха, запечена у панцирі). Місцеві також використовують сік маніоку для виробництва гострого соусу Catara, якому приписують властивості афродизіака.

## Транспорт
Основним видом міського транспорту є автобуси.
Аеропорт Томас де Херес (ісп. Aeropuerto Nacional Tomas de Heres, IATA: CBL, ICAO: SVCB) розташований в центрі міста.
Міст Ангостура через Оріноко поєднує місто з рештою Венесуели. Основною регіональною дорогою є автобан, що поєднує Сьюдад-Болівар з містом Сьюдад-Гуаяна.